# کاتن وود (آریزونا)
کاتن وود (به انگلیسی: Cottonwood) شهری در شهرستان یاواپی ایالت آریزونا است که در سرشماری سال ۲۰۱۰ میلادی، ۱۱٬۲۶۵ نفر جمعیت داشته است. کاتن وود، به‌طور رسمی در تاریخ ۱۹۶۰ میلادی به‌عنوان یک شهر شناخته شد.